# Dynamo: Mágico Impossível
Dynamo: Mágico Impossível é uma série em formato de documentário que segue a vida do mágico inglês e ilusionista Steven Frayne, mais conhecido como Dynamo.